# 方文琳
方文琳（1965年6月13日—），本名陳美玲，台灣女歌手及演員，出生於台灣彰化縣社頭鄉。自1985年台視綜藝節目《綜藝金榜》歌唱比賽項目中連過十關脫穎而出後，馬上獲得四海唱片的青睞並簽約，但是四海唱片沒多久就結束營業；隨後即被飛鷹唱片老闆、也就是歌壇巨星劉文正簽入，於1986年6月，與裘海正、伊能靜一起出道，當時媒體稱其為「飛鷹三姝」，發行《年輕的心》單曲。隔年4月方文琳推出個人專輯《不一樣的女孩》，一推出就大受歡迎，且純熟的歌唱技巧讓其獲得當年金嗓獎最受歡迎歌星獎。
方文琳至今共發行9張個人專輯，同時自1989年其將重心漸漸移轉至戲劇演出，曾於2005年以《魔蠍》獲得第40屆金鐘獎最佳單元劇女主角獎。

## 經歷
1985年，先前一直在台中某西餐廳當駐唱歌手的方文琳，在原本反對她唱歌的媽媽鼓勵下，參加台視綜藝節目《綜藝金榜》的歌唱比賽，獲得冠軍，得到四海唱片青睞，簽了三年合約。雖因四海唱片內部財務問題而未能出片，但方文琳在四海唱片同意下參與《滑稽新傳》、《淡水最後一班列車》兩部電影演出，並參與瓊瑤《幾度夕陽紅》、《煙雨濛濛》戲劇中露臉，同時也拍了一些平面廣告，就此踏入演藝圈。
1986年8月，獲廣告商邀請拍攝「脫普洗髮精」廣告。
1986年12月，劉文正自美國歸國籌組飛鷹唱片，找來方文琳、裘海正、伊能靜一同亮相，當時媒體稱其為「飛鷹三姝」，並以合唱曲「百分之百的男孩」、「年輕的心」迅速打開知名度，方文琳的亮麗與實力廣獲注目。
1987年3月，飛鷹三姝迅速竄紅，方文琳與裘海正、伊能靜合拍了「禮蘭蛋蜜乳」ＣＦ。同月，應美化環境基金會（Beautiful Taiwan Foundation）之邀，拍攝公益廣告「面對垃圾，我能做什麼」，引導青少年共同維護環境清潔。
1987年4月，方文琳推出第一張個人專輯「不一樣的女孩」。同年8月，以新人之姿贏得觀眾票選金嗓獎最受歡迎歌星獎，突然而來的聲名使她飽受流言困擾。在頒獎典禮上，方文琳憂憂吐露：「請愛護我，不要傷害我。」。
1988年2月，方文琳第二張專輯「送我回家」正式發行。《明星雜誌》深入探訪方文琳、裘海正、伊能靜三人成長過程，集結出版「飛鷹三姝」一書。4月，拍攝乖乖「007咖啡夾心口香糖」電視廣告，並主唱廣告ＣＦ主題曲。8月，接下葉鴻偉導演電影《舊情綿綿》，男主角為庹宗華。10月，剪去長髮，出版第三張專輯「泡沫戀情」。
1989年5月，拍攝「湯化粧小町」ＣＦ。同年8月：參與飛鷹唱片合輯「在世界放光芒」，與裘海正、伊能靜、巫啟賢、霍正奇、李儀文共同演唱，並展開北、中、南三場「在世界放光芒」演唱會與歌迷朋友見面。10月，主演中視開播20週年紀念八點檔連續劇《鋤頭博士》，並演唱主題曲〈給你我最深的愛〉。此劇收視勇奪八點檔冠軍，方文琳的清新風格亦獲好評。12月，發行第四張專輯「永遠的菲妮克絲」，並於專輯中發表首度嘗試詞曲創作之作品「我最親愛的」。
1990年1月，飛鷹唱片推出「飛鷹三姝」合輯「假面的舞會」，收錄方文琳演唱多首歌曲。4月：主演華視八點檔連續劇《養子不教誰之過》，劇中飾演造型迥異的雙胞胎姊妹兩角。9月，主演收視冠軍的中視黃金劇場《百劫紅顏未了情》。為符合劇中游泳教練角色，方文琳毅然再度剪去長髮，並為戲學習游泳，十足敬業的精神極受導演讚賞。
1991年4月，隨華視訪問團遠赴大洋洲巡迴演出，宣慰僑胞。此為當地第一次團體做這樣的演出。7月，自大洋洲返台，隨即受台灣電視劇導演王玫邀請擔任描述空軍眷村的中視八點檔連續劇《青梅竹馬》女主角。
1991年10月，飛鷹唱片發行包括方文琳等的旗下歌手精選合輯「留聲機」。同月與方季惟參加聯合報舉行四十週年會慶。12月，與艾偉主演台視單元劇《德興和他的女人》。劇中方文琳飾演1930年代鄉間婦女，脂粉未施的敬業與精進的認真演技深受好評。此劇中方文琳再度同飾母女兩角。
1992年1月，結束與飛鷹唱片的五年合約，加盟新笛唱片。2月，進錄音室配唱，積極籌備新專輯。以《德興和他的女人》獲台視提名金鐘獎最佳女主角獎。3月，嘗試當起老闆，和大弟合開泡沫紅茶店「Lin Tea」。飛鷹唱片發行「方文琳精選珍藏版」專輯。
1992年4月，第五張專輯「我很傻」發行，方文琳於專輯中展現一般偶像歌手少有的歌唱實力，並再度發表為敬愛的父母所寫歌詞「遊子情」。7月，赴睽違四年之久的星馬地區為「我很傻」專輯宣傳，新歌「面紗」迅速爬上當地排行榜榜首。9月，方文琳首次赴香港宣傳。
1992年10月，受邀為金曲獎頒獎典禮演唱，一曲《南屏晚鐘》方文琳表現令人刮目相看。長髮飄逸動人的方文琳再度獲廣告商邀請拍攝耐斯企業「566洗髮精」ＣＦ，廣告詞『女人因疼惜而美麗』成為台灣女性心目中的浪漫代名詞。受邀參加中視「華夏訪問團」，遠赴美國、加拿大十多個城市宣慰僑胞，深受當地民眾喜愛。12月，方文琳首次赴中國大陸演唱，擔任姜育恆演唱會嘉賓。
1996年，與歌手于冠華結婚，喜帖上印著「因為相愛，連呼吸都有默契」。婚後，育有兩女于齊優、于齊薇。不久，于冠華家中的大哥因沉迷賭博，置妻兒不顧，要靠方文琳拍戲賺錢接濟照顧。
2006年，于冠華婚外情被媒體跟拍揭露，雙方協議離婚。
2012年12月，公共電視人生劇展《呼拉姊妹花》播出，飾演長期遭受家暴婦女，為了孩子堅強努力走出一片天。方文琳並以此片獲得2013年新加坡亞洲電視獎大獎（Asian Television Awards 2013)最佳女主角入圍。
2013年2月，參與大愛電視長情劇展《溫柔玉蘭香》演出，為繼《流氓教授》後再次與楊烈合作，方文琳飾演郭秋娥師姐。
2013年11月24日，參與巫啟賢台北小巨蛋「那些年我們一起唱情歌」演唱會，擔任特別嘉賓與昔日師兄姐巫啟賢、裘海正共同合唱「年輕的心」，並清唱「不一樣的女孩」與「情深緣淺」。

## 個人生活
方文琳前夫為于冠華，兩人在1996年結為夫妻，於2006年離婚。方文琳與于冠華育有兩女于齊優、于齊薇。
在2024年6月健康檢查發現罹患食道癌零期，在術後回診檢查，已經確定沒事才對外公佈。

## 獎項紀錄
| 年份   | 獲提名                   | 獎項                                       | 結果 |
| ------ | ------------------------ | ------------------------------------------ | ---- |
| 1985年 | 台視「綜藝金榜」歌唱比賽 | 連過十關獲得冠軍寶座                       | 獲獎 |
| 1987年 |                          | 金嗓獎─最受歡迎歌星獎第一名                | 獲獎 |
| 2001年 | 流氓教授                 | 第36屆金鐘獎連續劇女主角獎                 | 提名 |
| 2005年 | 魔蠍                     | 第40屆金鐘獎戲劇類女主角獎（單元劇）       | 獲獎 |
| 2013年 | 美味的想念               | 2013華劇大賞最佳婆媽獎                     | 提名 |
| 2024年 | 鹽水大飯店               | 第59屆金鐘獎迷你劇集／電視電影女配角獎     | 提名 |
| 2025年 | 啥人顧性命               | 2025年亞洲影視內容大獎電視電影最佳女配角獎 | 待定 |

## 音樂作品

### 個人專輯
| 發行日期       | 專輯名稱             | 專輯曲目 | 發行公司                      |
| 1987年4月7日   | 《不一樣的女孩》     | 曲目 1. 朋友 2. 你收到了嗎 3. 傷心的早晨 4. 記得記得 5. 信任 6. 不一樣的女孩 7. 那麼遠那麼遠 8. 不能不執著 9. 其實 10. 情深緣淺                                                                                   | 飛鷹唱片 製作 / 飛碟唱片 發行 |
| 1988年2月      | 《送我回家》         | 曲目 1. 送我回家 2. 你是否也在想著我 3. 小秘密 4. 默契 5. 從悲傷走到堅強 6. 百分之百的男孩 7. 寂寞的街頭 8. 撥開我的手 9. 從來不知道 10. 第一次送我回家                                                           | 飛鷹唱片 製作 / 飛碟唱片 發行 |
| 1988年10月     | 《泡沫戀情》         | 曲目 1. 重新愛過 2. 舊情綿綿 3. 泡沫戀情 4. 留給你我最初的愛 5. 永遠陪著她 6. 挽著你的溫柔 7. 畫一個夢 8. 生命是一場自由的夢 9. 秘方 10. 舊情綿綿演奏曲                                                           | 飛鷹唱片 製作發行             |
| 1989年12月24日 | 《永遠的菲妮克絲》   | 曲目 1. 愛恨邊緣 2. 愛情也有疲倦的時候 3. 你是永遠的寂寞空虛 4. 我喜歡偷偷的想你 5. 陪在我身旁 6. 我最親愛的 7. 神話 8. 如果你有話要說 9. 無言的愛 10. 給你我最深的愛(鄧麗君[晶晶]同曲不同詞)                     | 飛鷹唱片 製作發行             |
| 1992年4月1日   | 《方文琳精選珍藏版》 | 曲目 1. 愛情也有疲倦的時候 2. 愛恨邊緣 3. 神話 4. 你不必太在意 5. 無言的愛 6. 我喜歡偷偷的想你 7. 你是永遠的寂寞空虛 8. 埋葬愛情 9. 我最親愛的 10. 秘方 11. 真情 12. 親親我的愛 13. 重新愛過 14. 留給你我最初的愛 | 飛鷹唱片 製作發行             |
| 1992年4月1日   | 《我很傻》           | 曲目 1. 面紗 2. 受傷的蝶 3. 兩本日記 4. 面紗(另一章) 5. 誰都不怪 6. 沒有你的夜感覺很爵士 7. WAITING FOR YOU 8. 失約的星期六晚上 9. 是否無緣 10. 不由自主 11. 遊子情 12. 面紗(尾聲)                                | 新笛唱片 製作 / EMI 發行      |
| 1993年3月      | 《飛起來》           | 曲目 1. 飛起來 2. 我的心我的情 3. 愛總讓我錯太多 4. 等待 5. 我想我都知道 6. 情已至此 7. 紅蝴蝶 8. 現在你在叨位 9. 愛如何讓他知道 10. 飛向各自的夢                                                                 | 新笛唱片 製作 / 喜馬拉雅 發行 |
| 1994年11月     | 《素顏》             | 曲目 1. 序幕 2. 愛像一把刀 3. 作弄 4. 不留痕跡 5. 黑色旋渦 6. 背叛 7. 擔心 8. 轉身 9. 下雨天寂寞天 10. 一直在等你 11. 愛像一把刀                                                                                  | 巨登唱片 製作 / 上華唱片 發行 |
| 1996年1月      | 《脫軌》             | 曲目 1. 另一半 2. 脫軌 3. 真心苦苦的 4. 呼吸 5. 情字難斷 6. 狠心 7. 用愛自焚 8. 遺憾 9. 藍色的眼淚 10. 一直在等你 11. 脫軌(說故事的女人)                                                                          | 上華唱片 製作發行             |
| 1998年3月      | 《困砂》             | 曲目 1. 困砂 2. 忘了 3. 玫瑰化石 4. 明天有你 5. 游泳 6. 秋天是寂寞的 7. 失陷 8. 我愛過的人我現在還愛 9. 麻木 10. 不過求平凡                                                                                       | 上華唱片 製作發行             |

### MV
| 年 份 | 歌 名          | 歌 手                  | 收錄專輯             |
| 2003  | 《女人的故事》 | 江蕙                   | 《風吹的願望》       |
| 2005  | 《愛作夢的魚》 | 江蕙                   | 《愛作夢的魚》       |
| 2013  | 《惜命命》     | 羅志祥                 | 《獅子吼》           |
| 2014  | 《帶我回家》   | 方文琳、溫嵐、黃子佼等 | 《帶我回家公益活動》 |

## 電視劇
| 年 份 | 播 出 頻 道            | 劇 名                          | 角 色        | 備 註 |
| 1986  | 華視                   | 《幾度夕陽紅》                 | 王妻         | 客串  |
| 1986  | 華視                   | 《煙雨濛濛》                   | 陸心萍鄧萍萍 | 客串  |
| 1989  | 中視                   | 《鋤頭博士》                   | 徐秀媚       |       |
| 1990  | 華視                   | 《養子不教誰之過》             | 陳家瑩陳家玉 |       |
| 1990  | 中視                   | 《百劫紅顏未了情》             | 朱式婷       |       |
| 1991  | 中視                   | 《青梅竹馬》                   | 古家芯       |       |
| 1991  | 台視                   | 《德興和他的女人》             | 好妹（香芬） |       |
| 1992  | 台視                   | 《落第》                       | 李微棻       |       |
| 1993  | 中視                   | 《紫櫻花》                     | 葉婷婷       |       |
| 1994  | 華視                   | 《七俠五義－怒犯天條》         | 閔柔柔       |       |
| 1994  | 台視                   | 《吹鼓吹彩霞飛》               | 謝淑霞       |       |
| 2000  | 公視                   | 《美麗》                       | 美麗         |       |
| 2000  | 台視                   | 《花開正紅時》                 | 王秋萍       |       |
| 2001  | 東森                   | 《寶斗里長》                   | 葉碧霞       |       |
| 2001  | 台視                   | 《台灣曼波》                   | 阿芳媽       |       |
| 2001  | 台視                   | 《流氓教授》                   | 款仔（銀銅） |       |
| 2002  | 中視                   | 《雪地裡の星星》               | 邱媽媽       |       |
| 2003  | 台視                   | 《美夢成真》                   | 周瑛倩       |       |
| 2004  | 民視                   | 《慾望人生》                   | 李秋萍       |       |
| 2005  | 東森戲劇台             | 《魔蠍》                       | 孟馥琪       |       |
| 2006  | 民視                   | 《夫妻天註定》                 | 潘淑娟       |       |
| 2006  | 民視                   | 《黑貓大旅社》                 | 邱素月       |       |
| 2008  | 民視                   | 《娘家》                       | 何愛樺       |       |
| 2008  | 大愛電視台             | 《情緣路》                     | 潘廖葉       |       |
| 2009  | 三立台灣台             | 《天下父母心》                 | 黃招弟       |       |
| 2010  | 三立台灣台             | 《家和萬事興》                 | 羅秀琴       |       |
| 2012  | 大愛電視台             | 《陽光總在風雨後》             | 廖大菊       |       |
| 2012  | 大愛電視台             | 《雨露》                       | 簡淑霞       |       |
| 2012  | 公視                   | 《呼拉姊妹花》                 | 柯文玲       |       |
| 2013  | 八大綜合台             | 《美人龍湯》                   | 加藤美智子   |       |
| 2013  | 大愛電視台             | 《溫柔玉蘭香》                 | 郭秋娥       |       |
| 2013  | 大愛電視台             | 《菩提禪心歌仔戲之天帝戰修羅》 | 金翅鳥       |       |
| 2013  | 三立都會台             | 《美味的想念》                 | 張婉婉柯孟容 |       |
| 2013  | 三立台灣台             | 《世間情》                     | 江慧萍       |       |
| 2014  | 三立台灣台             | 《阿母》                       | 林阿滿       |       |
| 2015  | 公視                   | 《人生圓舞曲》                 | 秀華         |       |
| 2015  | 三立都會台             | 《莫非，這就是愛情》           | 劉秀梅       |       |
| 2015  | 三立台灣台             | 《甘味人生》                   | 李錦繡       |       |
| 2018  | 台視                   | 《情·份》                      | 林玉芳       |       |
| 2018  | 民視                   | 《微笑。淚》                   | 方玉蓮       |       |
| 2018  | 公視                   | 《生死接線員》                 | 邱英雪       |       |
| 2020  | 台視                   | 《生生世世》                   | 劉淑莊       |       |
| 2020  | 大愛電視台             | 《我在你心裡》                 | 黃玉新       |       |
| 2023  | 公視、八大戲劇台       | 《最佳利益3－最終利益》        | 倪茹玫       |       |
| 2024  | 公視台語台             | 《鹽水大飯店》                 | 月英         |       |
| 2025  | 東森戲劇台、緯來綜合台 | 《歡迎光臨 二代咖啡》          | 美娜媽媽     |       |
| 2025  | 公視台語台             | 《啥人顧性命》                 | 蔡英桂       |       |
| 2025  | 大愛電視台             | 《院長爸爸》                   | 喬麗華       |       |
| 2025  | 三立台灣台             | 《天知道》                     | 徐憶梅       |       |
|       |                        | 《電波少女》                   |              |       |

## 電影
| 年 份 | 片 名                                | 飾 演    |
| 1986  | 《滑稽新傳》                         | 可愛     |
| 1986  | 《我們的天空》原名：淡水最後一班列車 |          |
| 1988  | 《舊情綿綿》                         | 阿美     |
| 2008  | 《愛的發聲練習》                     | 貓媽     |
| 2012  | 《陣頭》                             | 梨仔媽   |
| 2015  | 《七夜追魂》                         | 聶母     |
| 2017  | 《孤味 Guo Mie》                     | 蔡美林   |
| 2018  | 《大崎下》                           | 阿霞     |
| 2018  | 《大崎下微電影系列之3-誰還愛誰》     | 阿霞     |
| 2021  | 《金不厭詐》                         | 沈秀曼   |
| 2021  | 《愛・殺》                           | 杜母     |
| 2021  | 《莉莉安的禮物》（微電影）           | 莉莉安母 |
| 2021  | 《安可瑪莎》（短片）                 | 小蔓     |
| 2022  | 《再說一次我願意》                   | 路媽     |

## 舞台劇
| 年份   | 劇團                       | 劇名                              | 角色          |
| 2020年 | 金星文創                   | 《明星養老院》                    | 夏曉風        |
| 2022年 | 財團法人影想文化藝術基金會 | 《時光の手箱：我的阿爸和卡桑》    | 郭錦美/謝惠美 |
| 2022年 | 綠光劇團                   | 《再會吧！北投》REVIVAL           | 陳愛嬌        |
| 2023年 | 台南人劇團                 | 兩廳院藝術出走《寶島曼波Formosa》 | 麗莎          |

## 綜藝實境節目
| 首播日期      | 播出頻道   | 節目名稱                 | 備 註                                                                                        |
| 2022年4月1日  | 衛視中文台 | 《旅跑應援團》           | 陪跑郭書瑤，遊歷美濃，巧遇早期電台主持人，重溫第一張黑膠唱片「不一樣的女孩」，勾起濃濃回憶。 |
| 2022年4月1日  | 衛視中文台 | 《旅跑應援團》           | 跑步女生。好友跑起來。美食地圖。跑步地圖                                                     |
| 2022年4月23日 | 東森綜合台 | 《花甲少年趣旅行第一季》 | 第二趟旅程：新竹篇（製作人：映畫傳播、邱玉婷）旅伴：李天柱、是元介、林予晞                   |

## 外部連結
- 方文琳的Facebook專頁
- 方文琳的新浪微博
- 方文琳在互联网电影资料库（IMDb）上的資料（英文）
- 方文琳在香港影庫上的簡介
- 方文琳在豆瓣上的资料（简体中文）
- 華文影史庫 方文琳 簡介 （页面存档备份，存于）